# Auto judicial
El auto judicial o mandato judicial (también llamado en algunos ordenamientos sentencia interlocutoria) es una resolución judicial mediante la cual un juzgado o tribunal se pronuncia sobre peticiones de las partes, resolviendo las incidencias, es decir, las cuestiones diversas del asunto principal del litigio, pero relacionadas con él, que surgen a lo largo de un proceso jurisdiccional.
El auto, como la mayoría de las resoluciones, debe ir acompañado de un razonamiento jurídico (consideraciones y fundamentos), en los casos en que las leyes de procedimiento (civil o penal) así lo determinan.
Dado que el auto es una resolución decisoria, en la mayoría de los casos es posible impugnarlo mediante la interposición de un recurso judicial.
Al auto judicial también se le denomina sentencia interlocutoria, que se refiere a toda aquella decisión judicial que resuelve una controversia incidental suscitada entre las partes en un juicio. Se distingue de la sentencia definitiva en que esta resuelve el asunto principal objeto del litigio. En este sentido, la razón por la que se denomina interlocutoria es porque sus efectos jurídicos en relación con las partes son provisionales, en el sentido de que pueden modificarse sus consecuencias a través de la sentencia definitiva.
Tipos de autos:
•	Los autos de sustanciación: tal y como los ha considerado la doctrina y jurisprudencia patria son simples decisiones de actos o solicitudes sencillas sin exigencias de motivación que no repercuten mayor trascendencia dentro del proceso, lo cual les permite ser analizados nuevamente y ser decididos sin complicaciones, ratificando o cambiando de opinión. Su carácter tal y como los señalamos anteriormente está en la naturaleza del acto a decidir, son actos de simple trámite del proceso. 
•	Los autos motivados: si son trascendentales, porque deciden actos importantes dentro del proceso como una medida cautelar privativa de libertad. Son autos que tienen la facultad de cambiar situaciones procesales y hasta extra procesales de las partes, incluso con ellos se puede llegar a finalizar el proceso, en el caso de un sobreseimiento definitivo en nuestra legislación. Entonces sobre la base de la naturaleza de lo que se decida, los obliga a ser autos motivados con características similares a una sentencia.
	 Nunca bajo ningún concepto un auto de mera sustanciación que no conlleva una motivación y que solo se refiere a aspectos procesales técnicos tendrá características similares a las de una sentencia.